# Worthing
|  | Aquest article tracta sobre la ciutat anglesa. Vegeu-ne altres significats a «Worthing (desambiguació)». |

Worthing és un poble del districte de Worthing, West Sussex, Anglaterra. Té una població de 113.221 habitants i districte de 108.605. Al Domesday Book (1086) està escrit amb la forma Mordinges/Ordinges.